# Directo
Directo, uscito nel marzo del 2009, è il primo album live de El Puchero del Hortelano, gruppo originario di Granada.

## Tracce
1. Alegrias a contramano – 3:14
2. Cuidao conmigo – 2:46
3. Vive la vida – 4:19
4. Aficiones-Naino – 4:31
5. Pablito – 4:35
6. Sábado – 3:31
7. Lo que pasa es que me cuelgo – 3:18
8. Sevillanas hipotecadas – 3:33
9. Ochenta años – 4:26
10. Tanguillos de la chulería – 4:48
11. Esperándote – 4:03
12. Míralo – 4:27
13. Arrancarme los ojos – 3:59
14. De todas las cosas – 3:03
15. La quiero a morir – 3:16
16. Asuntos serios – 4:41
17. Mañana no se sabe – 3:18
18. De ovejas y corderos – 5:06
19. Bulerias del Poli Díaz – 2:17
20. Miedo – 3:52
21. Las flechas torcidas de Cupido – 7:34
22. Tu eres eso – 4:22
23. Quiero saber – 4:08
24. Superman – 4:47
25. Amor postal – 4:23
26. Final de fiesta (Bonus Track) – 6:31